# Cerambyx dux
Cerambyx dux är en skalbaggsart som först beskrevs av Franz Faldermann 1837.  Cerambyx dux ingår i släktet ekbockar, och familjen långhorningar.
Artens utbredningsområde är Iran. Inga underarter finns listade.